# Christinův val
Christinův val je část opevnění velkomoravského hradiště na místě dnešního Starého Města, poprvé zkoumaná v letech 1868 – 1870. Christinův val dostal jméno po staroměstském učiteli J. J. Christinovi, který jej rozpoznal a popsal. 

## Popis objektu
Jde o západní až severozápadní část vnějšího opevňovacího valu bývalého opevnění Starého Města, jehož linii táhnoucí se terénem v mírném oblouku od břehu Moravy za bývalým cukrovarem v délce asi 920 metrů až po část Kopánky (U kříže) a pokračoval k potoku Salaška, rozpoznal a v r. 1874 popsal právě tento učitel a archeolog Julius Jeroným Christin.
V době výzkumů J. J. Christina byl val v terénu ještě dobře rozpoznatelný. Zvedal se do výše dvou metrů nad terén a před ním byl patrný výrazný hluboký příkop. Od jeho existence se odvozovaly i prastaré místní názvy, snad dokonce tisícileté, jako Stará příkopa, Za Starou příkopou apod. 
Velkomoravské stáří valu různí badatelé střídavě uznávali a odmítali. Teprve výzkum archeologa prof. Viléma Hrubého v roce 1954 definitivně potvrdil jeho velkomoravský původ, neboť jeho základ i s příkopem objevil a vystopoval a několika sondami prozkoumal po celé jeho západní délce.
Christinův val je označován jako hradba lehčí dřevohlinité skořepinové konstrukce lehčího typu o dvou palisádových stěnách. Čelní stěna byla tvořena palisádou ze silných, těsně vedle sebe stavěných kůlů, které byly zapuštěny do zemního zásypu. Za ní ve vzdálenosti asi tří čtvrtin metru stála druhá, asi o metr a půl nižší stěna z vodorovně uložených klád, opřených o řadu kůlů zhruba ve stejné vzdálenosti od sebe. Stabilita těchto opěrných kůlů byla zesílena šikmými vzpěrami. Prostor mezi oběma dřevěnými stěnami byl vyplněn udusaným štěrkopískovým zásypem. Za čelní palisádou tak byl vytvořen ochoz široký asi metr a půl. 
Stabilitu palisády zesiloval násep z jejích obou stran. 
Před náspem probíhala tzv. berma (ochranný ochoz) široká asi metr a před ní byl vykopán až 5 m široký a 1,7 m hluboký příkop (Vilém Hrubý 1965, 214-220).
Jde o typ fortifikace, která byla běžná již v 8. století, avšak výzkum potvrdil jeho stáří až z 9. století.
V r. 1979 byla objevena zajímavost. Jednalo se o dřevěnou propusť se dvěma věžovitými konstrukcemi z mohutných dubových kůlů, každá o čtvercovém půdorysu o straně 2 metrů, která chránila místo průtoku potoka Salaška tělesem opevnění. Boky průtoku byly obloženy stěnami z kůlů. Proti průchodu nepřítele byla do dna potoka zasazena dvojitá řada kůlů napříč, tak, aby nebránila průtoku vody.
V tomto místě navazovala na Christinův val druhá část bývalého vnějšího opevnění Starého Města, která byla jeho bezprostředním pokračováním a končila nad Polním mlýnem. Ta měla trochu odlišnou konstrukci, která bývá označována jako opevnění s odstupňovanou hradbou dřevohlinité skořepinové konstrukce s čelní palisádovou stěnou s vnitřní roštovou konstrukcí. Tato hradba byla široká 5,8 metru a dlouhá 330 metrů. V tělese pokračování Christinova valu byla v r. 1977 nalezena předsunutá obranná bašta ve vzdálenosti asi 200 metrů od brány, kterou procházela stará obchodní cesta tzv. Hradská směrem na severozápad (Vilém Hrubý 1965, 224). 
Za branou pokračoval třetí úsek bývalého staroměstského opevnění dlouhý 320 metrů. Stáčel se k severovýchodu a končil asi 50 metrů za silnicí směrem na Velehrad a Modrou. 
Byl vybudován v podobě třířadé palisády tvořené mohutnými kůly, které byly zapuštěny a ukotveny ve žlabu.
Čtvrtý úsek dlouhý 520 metrů byl tvořen příkopem se záseky a pravděpodobně zemním valem s palisádou. Za silnicí na Huštěnovice přestal být v terénu sledovatelný. Zde již se jedná o záplavové území, další pokračování v severní a severovýchodní části oblouku nebylo prozatím archeologicky doloženo.
Oblouk však v dalším pokračování navazuje na další objevenou část vnějšího opevnění ve východní části uherskohradišťské čtvrti Rybárny v těsném sousedství Starého Města. Tentokrát se jedná o mohutnou, deset metrů širokou hradbu dřevěné a hlinité konstrukce s čelní kamennou zdí širokou až 2 metry. Jedná se zatím o nejpevnější fortifikaci, která byla na velkomoravských hradištích zatím objevena.